# Storm Lake
Storm Lake is een plaats (city) in de Amerikaanse staat Iowa, en valt bestuurlijk gezien onder Buena Vista County.

## Demografie
Bij de volkstelling in 2000 werd het aantal inwoners vastgesteld op 10.076. In 2006 is het aantal inwoners door het United States Census Bureau geschat op 9882, een daling van 194 (-1,9%).
==
- Art Cullen, uitgever en mede-eigenaar van Storm Lake Times, won in 2017 de Pulitzer Prize. Dat kleine krantje versloeg dus de grote bekende kranten in Amerika.

## Geografie
Volgens het United States Census Bureau beslaat de plaats een oppervlakte van 10,4 km², geheel bestaande uit land. Storm Lake ligt op ongeveer 433 m boven zeeniveau.

## Plaatsen in de nabije omgeving
De onderstaande figuur toont nabijgelegen plaatsen in een straal van 20 km rond Storm Lake.